# Kentucky Derby 1936
Kentucky Derby 1936 var den sextioandra upplagan av Kentucky Derby. Löpet reds den 2 maj 1936 över 1 1⁄4 miles (2 012 m). Löpet vanns av Bold Venture som reds av Ira Hanford och tränades av Max Hirsch.
14 hästar deltog i löpet.

## Resultat
| P  | S  | Häst         | Jockey               | Tränare              | Ägare                                            | Tid     |
| -- | -- | ------------ | -------------------- | -------------------- | ------------------------------------------------ | ------- |
| 1  | 6  | Bold Venture | Ira Hanford          | Max Hirsch           | Morton L. Schwartz                               | 2:03.60 |
| 2  | 12 | Brevity      | Wayne D. Wright      | Peter Coyne          | Joseph E. Widener                                |         |
| 3  | 3  | Indian Broom | George Burns         | Darrell F. Cannon    | A. C. T. Stock Farm Stable                       |         |
| 4  | 15 | Coldstream   | Nick Wall            | Albert B. Gordon     | Coldstream Stud Stable (E. E. Dale Shaffer)      |         |
| 5  | 7  | Bien Joli    | Lester Balaski       | Herbert J. Thompson  | Edward R. Bradley                                |         |
| 6  | 16 | Holl Image   | Herb Fisher          | Jack Carter          | Superior Stable (Jack Carter)                    |         |
| 7  | 4  | He Did       | Charles Kurtsinger   | J. Thomas Taylor     | Suzanne B. Mason                                 |         |
| 8  | 9  | Teufel       | Herbert Litzenberger | James E. Fitzsimmons | Wheatley Stable                                  |         |
| 9  | 14 | Gold Seeker  | Maurice Peters       | Richard E. Handlen   | Foxcatcher Farms                                 |         |
| 10 | 2  | Merry Pete   | Tommy Malley         | James E. Fitzsimmons | Belair Stud                                      |         |
| 11 | 8  | The Fighter  | Alfred M. Robertson  | Robert V. McGarvey   | Milky Way Farm Stable                            |         |
| 12 | 11 | Grand Slam   | Raymond Workman      | R. Emmett Potts      | Bomar Stable (Charles B. Bohn & Peter A. Markey) |         |
| 13 | 13 | Sangreal     | Willie Garner        | Robert V. McGarvey   | Milky Way Farm                                   |         |
| 14 | 5  | Granville    | James Stout          | James E. Fitzsimmons | Belair Stud                                      |         |

Segrande uppfödare: Morton L. Schwartz (KY)